# Eugène Sue
Eugène Sue (pe numele adevărat Joseph-Marie Sue, n. 26 ianuarie 1804, Paris, Prima Republică Franceză – d. 3 august 1857, Annecy, Franța) a fost un scriitor francez.
O stradă în districtul 18 din Paris îi poartă numele, stradă localizată în vecinătatea stației de metro Marcadet-Poissonniers, nu departe de Montmartre și de basilica Sacré Coeur. De asemenea, o alta, în Mexico City, în zona Polanco, a primit numele scriitorului.

## Biografie
Experiența acumulată de Sue în perioada în care a servit în marina militară franceză a constituit izvorul de inspirație pentru lucrări literare precum: „Kernock, le pirate”, „Atar-Gull”, „La Salamandre” (2 vol.), „La Coucaratcha” (4 vol.) și altele, care au fost scrise în plină epocă romantică (1830).
Eugène Sue a fost puternic influențat de ideile socialiste ale timpului, idei care au stat la baza faimoaselor sale lucrări, cum ar fi: „Les Mystères de Paris” (un roman îndreptat împotriva tarelor catolicismului și publicat în „Journal des débats” de la 19 iunie 1842 până la 15 octombrie 1843) sau „Le Juif errant” publicat în zece volume, cel mai popular roman publicat sub formă de foileton.
După Revoluția de la 1848, a fost exilat din Paris, în 1851, ca urmare a protestului său îndreptat împotriva loviturii de stat de la 2 decembrie 1851. Acest lucru a stimulat însă creativitatea artistică a scriitorului. Sue a murit la Annecy (Savoy) în 1857.

## Opere
- Kernock, le pirate (1830)
- Atar-Gull (1831)
- La Salamandre (1832)
- Lautréaumont (2 vol., 1837)
- Jean Cavalier, ou Les Fanatiques des Cevennes (4 vol., 1840)
- Mathilde (1841)
- Les Mystères de Paris (1843)
- Le Juif errant (10 vol., 1845)